# Крикун (пароход, 1857)
«Крикун» — колёсный буксирный пароход, мобилизован русским Черноморским флотом. Участник русско-турецкой войны 1877-1878 годов. Погиб в кораблекрушении.

## История постройки
Колёсный буксирный пароход № 46 построен в 1857 году по заказу РОПиТ на судостроительной верфи «C. Mitchell & Сo» в Ньюкасл. При спуске на воду 3 ноября 1857 года пароход получил наименование «Крикун» и перешел в Одессу, которая стала портом его приписки.

## История службы
Эксплуатировался в качестве буксирного парохода на Чёрном море.
Совместно с пароходом «Тамань» принимал участие в спасательной операции пароходофрегата «Херсонес», напоровшегося на останки затонувшего корабля в створе мыса Ак-Бурун 29 ноября 1861 года . 4 и 5 декабря с терпящего бедствие судна пароходами были сняты пассажиры и багаж. Действия, предпринятые для спасения самого пароходофрегата, успехом не увенчались.
26 февраля 1877 года на буксир установили на два 4-фунтовых орудия и включили его в состав Черноморского флота в качестве вооружённого парохода для участия в русско-турецкой войне.
26 апреля 1878 года пароход «Крикун» разбился на камнях у мыса Ак-Бурун в районе Керчи.

## Командиры парохода
Командирами парохода «Крикун» в составе Российского императорского флота в разное время служили:
- капитан-лейтенант С. А. Скрягин (1877—1878 годы)[3].